# Битва при Сан-Хуані (1595)
50°46′39″ пн. ш. 1°13′35″ сх. д. / 50.77750° пн. ш. 1.22639° сх. д.
Битва при Сан Хуан (англ. Battle of San Juan, ісп. Batalla de Puerto Rico) відбулась у ході англо-іспанської війни (1585—1604), що поширилась за межі Європи на терени колоній обох держав.

## Історія
Для реалізації далекосяжних планів у Центральній Америці була організована експедиція Дрейка-Хокінса з 31 корабля з 1500 моряками, 3000 солдатами. 5 кораблів належали королеві, п'ять великих кораблів мали водотоннажність 800—500 т, решта близько 300 т. Ескадра вирушила 29 серпня 1595 з Плімуту.

## Битва при Сан Хуані
У Сан-Хуані після шторму став на якір корабель «Nuestra Señora de Begoña» адмірала Санчо Пардо Донлебуна з 2 мільйонами дукатів. Про наближення ескадри Дрейка повідомив Педро Телло де Гусмана, який прибув з 5 кораблями для супроводу «Nuestra Señora de Begoña».
Для захисту порту Сан Хуан можна було використати 400 солдат гарнізону, 300 добровольців, 500 моряків ескадри Гусмана, моряків 300 «Nuestra Señora de Begoña» і 70 гармат під командуванням губернатора Педро Хуареса. Оборонців розподілили поміж фортом Ель Морро, батареями Санта Гелена, Моррілло. Пару старих кораблів затопили біля входу до гавані для ускладнення входу, який ще було перекрито залізним ланцюгом. 27 кораблів ескадри Дрейка 22 листопада 1595 підійшли до гавані Сан Хуана. Побачивши перекритий вхід, Дрейк наказав кораблям стати на якір для підготовки нападу. Було вислано розвідників, для пошуку місць висадки, проходу кораблів. Іспанці почекали поки англійські кораблі зафіксують своє положення на якорях у зоні досяжності їхніх гармат і відкрили прицільний вогонь. Надіслане з передньої батареї Морілло ядро перебило бізань-щоглу флагманського корабля, а інше попало у капітанську каюту, де Дрейк зібрав капітанів на нараду-вечерю. Загинуло двоє офіцерів, пару було поранено, але Дрейк залишився неушкодженим. За іспанськими свідченнями саме тоді загинув другий командувач ескадри Джон Гокінс.
Кораблі відійшли з втратами до бухти Ескамброн на острові Кабрас. Пізнім вечором під захистом темряви Дрейк вислав до гавані 30 шлюпок, малих кораблів з 1500 солдат. З частини шлюпок повинні були закидати пляшками із запальною рідиною п'ять кораблів ескадри дона Гусмана. Вдалось підпали три кораблі, але на двох пожежу швидко загасили. Та світло полум'я з підпаленого корабля «Magdalena» лише погіршило ситуацію англійців, освітивши навколишні терени на декілька сотень метрів. Іспанці чудово бачили їхні повільні шлюпки, кораблі з моряками, спрямовані для висадки у місті, що лише полегшувало прицілювання з кораблів, форту Ель-Морро. Втративши 9 кораблів, 400 солдат, англійці відступили. Вони здійснили ще пару нападів, відбитих без особливого зусилля іспанців. Зрештою 25 листопада Дрейк наказав піднімати вітрила.